# Koerner Bluff
Das Koerner Bluff ist ein blankes Felsenkliff im westantarktischen Marie-Byrd-Land. In der Flood Range ragt es am nordwestlichen Rand des Massivs von Mount Bursey auf.
Der United States Geological Survey kartierte es anhand eigener Vermessungen und Luftaufnahmen der United States Navy aus den Jahren von 1959 bis 1965. Das Advisory Committee on Antarctic Names benannte es 1966 nach dem britischen Glaziologen Roy Martindale Koerner (1932–2008), der von 1962 bis 1963 im Rahmen des United States Antarctic Research Program an der von der Byrd-Station gestarteten Erkundung des Marie-Byrd-Lands auf dem Landweg beteiligt war.